# Giorgio Fede
Giorgio Fede (San Benedetto del Tronto, 23 dicembre 1961) è un politico italiano.

## Biografia

### Gioventù
Ha frequentato l’Istituto tecnico per Geometri “Umberto I” di Ascoli Piceno dove ha conseguito il diploma di maturità nel 1980 con la votazione di 53/60, a seguito del quale si è iscritto presso la facoltà di Architettura dell’Università degli studi “G. D’Annunzio”. Dal 1981 al 1983 ha svolto il servizio militare di leva obbligatorio presso il Battaglione San Marco e ha partecipato per sei mesi alla Forza di Pace in Libano a tutela dei profughi palestinesi sopravvissuti alla strage di Sabra e Shatila.

### Attività professionale
Dopo aver operato per alcuni anni nel settore commerciale e delle rappresentanze, dal 1987 è un funzionario tecnico del Comune di San Benedetto del Tronto con il ruolo di Istruttore tecnico direttivo, D1, nei settori di edilizia urbanistica, gestione documentale, pubbliche relazioni e lavori pubblici. 

### Impegno civico
Dal 2008 al 2014 è stato eletto Presidente del Comitato di quartiere Sant’Antonio, il più popoloso della città di San Benedetto del Tronto, in cui ha svolto il servizio in maniera gratuita e volontaria. È inoltre membro fondatore volontario dell’Associazione “Antoniana Eventi” che cura e gestisce un’area verde pubblica della sua città al fine di migliorare la sicurezza, la qualità degli spazi, i servizi gratuiti di aggregazione, l’intrattenimento, lo sport e il gioco per bambini, adulti e anziani. 

### Vita privata
È sposato e padre di due figli: Valerio (2004) e Allegra (2008).

## Attività politica
Alle elezioni politiche del 2018 viene eletto al Senato della Repubblica nel collegio uninominale Marche - 03 (Ascoli Piceno) per il Movimento 5 Stelle, ottenendo il 37,04% davanti a Graziella Ciriaci del centrodestra (34,16%) e a Emanuela Di Cintio del centrosinistra (21,27%) e risultando il candidato al Senato più votato della sua regione. Componente della 4ª Commissione permanente Difesa della XVIII Legislatura, ne viene eletto segretario il 14 novembre 2018. Dal 14 gennaio 2019 entra a far parte della 8ª Commissione permanente Lavori pubblici, comunicazioni. Divenuto membro della Commissione straordinaria per la tutela e la promozione dei diritti umani l’11 luglio 2019, ne viene eletto vicepresidente il 23 luglio successivo e presidente il 16 giugno 2021. Ne fa parte fino al termine della legislatura.
Alle elezioni politiche del 2022 viene candidato alla Camera dei Deputati per il Movimento 5 Stelle nel collegio uninominale Marche - 01 (Ascoli Piceno), dove ottiene il 15,08%, e da capolista nel collegio plurinominale Marche - 01, risultando eletto. Nella XIX legislatura entra inizialmente a far parte della VIII Commissione permanente Ambiente, territorio e lavori pubblici, per poi passare, a partire dal 16 gennaio 2023, alla IX Commissione permanente Trasporti, poste e telecomunicazioni. Nominato il 29 febbraio 2024 membro della Commissione parlamentare d’inchiesta sulle cause del disastro della nave “Moby Prince”, ne viene eletto vicepresidente il 14 marzo successivo.

### Attività interna al Movimento 5 Stelle
Attivista del Movimento 5 Stelle anche prima di essere eletto parlamentare, nel gennaio 2020 è entrato a far parte del team dei referenti della piattaforma Rousseau per la gestione della funzione Lex Eletti Area Senato. Nello stesso periodo viene eletto facilitatore del M5S per le relazioni interne nella regione Marche, coordinando a livello regionale le campagne elettorali per le elezioni amministrative del 2020 e 2021, per le elezioni regionali del 2020 e per il referendum sulla riduzione dei parlamentari dello stesso anno. 
Con il rinnovamento della organizzazione del Movimento 5 Stelle seguito all’elezione di Giuseppe Conte a Presidente, nel dicembre 2021 viene nominato membro del Comitato nazionale per le Politiche di Genere e i Diritti Civili. Il 15 giugno 2022 è stato nominato coordinatore territoriale del Movimento 5 Stelle Marche, gestendo e coordinando a livello regionale la campagna elettorale per le politiche del 2022 e le amministrative del 2023. Nel dicembre 2023 in seguito al rinnovo dei comitati nazionali M5S viene nominato membro del Comitato nazionale per le Infrastrutture e la mobilità sostenibile.

## Onorificenze
- Croce commemorativa per la missione militare di pace della Forza Multinazionale per il Libano.

"Di iniziativa della Presidenza del Consiglio dei ministri" - 1984
- Medaglia di benemerenza per l’emergenza in Umbria e Marche.

"Di iniziativa del Ministro dell’interno"  - 1998